# 450-е годы до н. э.
450-е (четы́реста пятидеся́тые) го́ды до на́шей э́ры по пролептическому юлианскому календарю — промежуток времени с 1 января 459 года до н. э. по 31 декабря 450 года до н. э., включающий с 459 по 451 годы 5-го десятилетия  и 450 год 6-го десятилетия V века 1-го тысячелетия до н. э. Им предшествовали 460-е годы до н. э., за ними следовали 440-е годы до н. э. Они закончились 2475 лет назад.

## Важнейшие события

### 460 до н. э.
- 460 (Т.Ливий. История… М.,1989-93, т.1, с.129-135) — Консулы Публий Валерий Публикола и Гай Клавдий Красс Инрегилленсис Сабин. Трибуны переизбраны.
- 460 — Неудачная попытка Аппия Гердония с шайкой сообщников овладеть Капитолием. Убит П.Валерий. Консул-суффект (с декабря) Луций Квинкций Цинциннат (ок.519-430).
- 460—440 — Восстание сикелов в Сицилии во главе с Дукетием. Дукетий создал федерацию сикелских поселений и городов.
- 460/59 — Афинский архонт-эпоним Фрасиклид.
- 460 — Победа Аркесилая Киренского в Олимпии.
- 460 — Ода Пиндара Ол.8 (Эак) — Алкимедонту Эгинскому.
- 460 — На Немейских играх судьями становятся аргивяне.
- 460 — Поход афинян в Египет, взятие Мемфиса.
- 460 — Смерть Фемистокла (ок.524-460), которого Артаксеркс назначил правителем трёх городов в Малой Азии (Магнезия, Лампасак и Мий).

### 459 до н. э.
- 459 (Т.Ливий. История… М.,1989-93, т.1, с.135-137) — Консулы Квинт Фабий Вибулан (3-й раз) и Луций Корнелий Малугинский Урицин. Трибуны переизбраны. Квесторы Авл Корнелий и Квинт Сервилий. Префект Города Л.Лукреций.
- 459 — Триумф Кв. Фабия за победу над эквами и вольсками, триумф Л.Корнелия за победу над антийцами. Перепись 460—459 гг. — 117319 граждан. 10-е от возникновения Города очистительное жертвоприношение. Начат процесс против М.Вольсция.
- 459/8 — Афинский архонт-эпоним Филокл.
- 459 — Союз афинян с Фессалией, Аргосом и враждовавших с Коринфом Мегар. Мегары выходят из Пелопоннесского союза. Начало войны Афин со Спартой.
- 459—409 — Царь Спарты Плистоанакт из рода Агидов. В 450-е годы

опекуном царя был его дядя Никомед, сын Клеомброта.
- 459(?) — Пиндар. Нем.8 (Аянт) — Динию Эгинскому.

### 458 до н. э.
- 458 (Т.Ливий. История… М.,1989-93, т.1, с.137-141) — Консулы Гай Навтий Рутил и Луций Минуций Эсквилин Авгурин. (по фастам, Л.Минуций был суффектом, сменившим неизвестного по имени Карвет — Шетлер). Трибуны переизбраны на четвёртый срок. Квесторы Марк Валерий и Т.Квинкций Капитолин. Послы к эквам Кв. Фабий, П.Волумний и А.Постумий. Префект Города Кв. Фабий. Консул-суффект Кв. Фабий (вместо смещённого диктатором Л.Минуция).
- 458 — Война римлян с эквами. Римской армии грозит гибель. Диктатор (№ 4) Л. К. Цинциннат, начальник конницы Луций Тарквиций. Цинциннат спасает от гибели римские войска. За 16 дней Цинциннат разгромил врага, но отклонил все почести. Триумф Л.Квинкция Цинцинната. Гражданство предоставлено Л.Мамилию. Осуждение и изгнание М.Вольсция.
- 458/7 — Афинский архонт-эпоним Хаброн.
- 458 — Афинский флот разбивает флот пелопоннессцев и эгинян и осаждает Эгину.
- 458(?) — Пиндар. Истм.1 (Иолай и Кастор) — Геродоту Фиванскому. Пеан 4 (для кеосцев в честь Делоса).
- 458 — Возвращение из вавилонского плена в Палестину второй группы переселенцев во главе с Ездрой.

### 457 до н. э.
- 457 Повеление Артаксеркса I о восстановлении городских стен Иерусалима, восстановление столичного статуса Иерусалима.(Книга Неемии, 2 глава)
- 457 (Т.Ливий. История… М.,1989-93, т.1, с.142) — Консулы Гай Гораций Пульвилл и Квинт Минуций Эсквилин. (У Т.Ливия Марк Гораций). (Консулы-суффекты (?) Луций Квинкций Цинциннат и Марк Фабий Вибулан). Трибуны переизбраны на пятый срок. Трибунов стало 10 (на 36 год существования трибуната).
- 457/6 — Афинский архонт-эпоним Мнеситид.
- 457 — Избрание архонта из класса зевгитов в Афинах.
- 457—453 — Малая Пелопоннесская война Афин со Спартой.
- 457 — Спартанцы с союзниками и фиванцами переправляются в Среднюю Грецию. Поражение афинян в битве при Танагре (Беотия). Возвращение спартанцев в Пелопоннес. 4-месячное перемирие. Победа афинян над фиванцами в битве при Энофитах (Беотия). Территория Средней Греции входит в сферу афинского влияния. Беотия входит в Афинский союз.
- Ок.457 — Заговор против персов. Из Галикарнаса изгнан Геродот (ок.484-425). Геродот едет на Самос, начав свои путешествия.

### 456 до н. э.
- 456 (Т.Ливий. История… М.,1989-93, т.1, с.142) — Консулы Марк Валерий Максим Лактук и Спурий Вергиний Трикост Целиомонтан. Избраны те же трибуны (на 455).
- 456 — Закон о разделе земли на Авентинском холме между плебеями.
- 456/5 — Афинский архонт-эпоним Каллий.
- Капитуляция Эгины перед афинянами. Афиняне захватили остров Кефалония. Одна из предположительных дат подавления спартанцами очередного восстания илотов.

### 455 до н. э.
- 455 (Т.Ливий. История… М.,1989-93, т.1, с.142) — Консулы Тит Ромилий Рок Ватикан и Гай Ветурий Цицурин.
- 455/4 — Афинский архонт-эпоним Сосистрат.
- Первая пьеса Еврипида («Пелиад») вышла на сцену

### 454 до н. э.
- 454 (Т.Ливий. История… М.,1989-93, т.1, с.143) — Консулы Спурий Тарпей Монтан Капитолин и Авл Атерний Вар Фонтиналис. Плебейский трибун Гай Кальвий Цицерон, плебейский эдил Луций Алиен.
- 454 — Суд над Т.Ромилием и Г.Ветурием. Присуждены к штрафу. В Афины отправлены послы Сп. Постумий Альб, А.Манлий и Сервий Сульпиций Камерин (по Т.Ливию Публий С.).
- 454/3 — Афинский архонт-эпоним Аристон.
- 454 — Уничтожение афинского флота в Египте.
- 454 — Афиняне переносят казну союза из Делоса в Афины.
- 454(?) — Пиндар. Истм.7 (Фивы) — Стрепсиаду Фиванскому.

### 453 до н. э.
- 453 (Т.Ливий. История… М.,1989-93, т.1, с.143) — Консулы Секст Квинктилий и Публий Куриаций Фист Тригемин.
- 453 — Мор в Риме. Умерли фламин Квирина Серв. Корнелий, авгур Гай Гораций Пульвилл, консул С.Квинктилий и 4 трибуна. Авгуром избран Г.Ветурий.
- 453/2 — Афинский архонт-эпоним Лисикрат.
- 453 — Перемирие Афин и Спарты на 5 лет.
- 453 — Присоединение к Делосскому союзу нескольких греческих городов.
- 453 — Сян-цзы, глава дома Чжао, убил Чжи-бо. Слуга Чжи-бо Юй Жан поклялся отомстить Сян-цзы, но безуспешно.

### 452 до н. э.
- 452 (Т.Ливий. История… М.,1989-93, т.1, с.143) — Консулы Тит Менений Ланат и Публий Сестий Капитолин Ватикан. (по Т.Ливию Гай М. Л.)
- 452/1 — Афинский архонт-эпоним Хэрефан.
- 452 (460? или 456?) — Пиндар. Ол.4 (Эргин) — Псавмию Камаринскому.
- 452 — Вакхилид 6-7 (олимпийская) — Лахону Кеосскому — последняя датируемая ода Вакхилида.

### 451 до н. э.
- 451 (Т.Ливий. История… М.,1989-93, т.1, с.143-146) — Консулы Аппий Клавдий Красс Инрегилленсис Сабин и Тит Генуций Авгурин. Избрание из патрициев и плебеев комиссии децемвиров (в их число попали только патриции), облечение их консульской властью. (по Т.Ливию — 302 год от основания Рима).
- 451 — Децемвиры: два консула (Ап. Клавдий Красс, Т.Генуций), Тит Ветурий Красс Цицурин (по Т.Ливию Луций В.), Гай Юлий Юл, Авл Манлий Вольсон, Сервий Сульпиций Камерин Корнут (по Т.Ливию Публий С.), Публий Сестий Капитон Ватикан, Публий Куриаций Фист Тригемин, Тит Ромилий Рок Ватикан, Спурий Постумий Альб Регилленсис.
- 451 — Суд над П.Сестием.
- 451/0 — Афинский архонт-эпоним Антидот.
- 451 — Возвращение Кимона в Афины после изгнания.
- 451 — Аргос вынужден заключить мирный договор со Спартой на 30 лет.